# 아시아 펜싱 선수권 대회
아시아 펜싱 선수권 대회(영어: Asian Fencing Championships)는 아시아 펜싱 연맹이 주최하는 아시아와 오세아니아 지역의 펜싱 국제 대회이다. 아시아 펜싱 연맹 창설 이전인 1973년에 테헤란에서 "아시아 선수권 대회"라는 이름의 펜싱 대회가 열렸으나 정식 대회로 인정되지 않는다. 이후 연맹 창설 후인 1989년 베이징에서 제1회 대회가 개최된 후 지속적으로 대회가 열리고 있다.

## 역대 대회
| 횟수 | 연도 | 개최국              | 개최 도시           |
| ---- | ---- | ------------------- | ------------------- |
| 1    | 1989 | 중화인민공화국      | 베이징              |
| 2    | 1991 | 말레이시아          | 쿠알라룸푸르        |
| 3    | 1993 | 일본                | 도쿄                |
| 4    | 1995 | 대한민국            | 서울                |
| 5    | 1997 | 이란 중화인민공화국 | 테헤란(남) 난징(여) |
| 6    | 1999 | 중화인민공화국      | 난징                |
| 7    | 2001 | 태국                | 방콕                |
| 8    | 2003 | 태국                | 치앙마이            |
| 9    | 2005 | 말레이시아          | 코타키나발루        |
| 10   | 2007 | 중화인민공화국      | 난퉁                |
| 11   | 2008 | 태국                | 방콕                |
| 12   | 2009 | 카타르              | 도하                |
| 13   | 2010 | 대한민국            | 서울                |
| 14   | 2011 | 대한민국            | 서울                |
| 15   | 2012 | 일본                | 와카야마            |
| 16   | 2013 | 중화인민공화국      | 상하이              |
| 17   | 2014 | 대한민국            | 수원                |
| 18   | 2015 | 싱가포르            | 싱가포르            |
| 19   | 2014 | 대한민국            | 수원                |
| 20   | 2015 | 싱가포르            | 싱가포르            |
| 21   | 2016 | 중화인민공화국      | 우시                |
| 22   | 2017 | 홍콩                | 홍콩                |
| 23   | 2018 | 태국                | 방콕                |
| 24   | 2019 | 일본                | 지바                |
| 25   | 2022 | 대한민국            | 서울                |
| 26   | 2023 | 중화인민공화국      | 우시                |
| 27   | 2024 | 쿠웨이트            | 쿠웨이트시티        |

## 같이 보기
- 올림픽 펜싱
- 세계 펜싱 선수권 대회